# Rhapigia aymara
Rhapigia aymara är en fjärilsart som beskrevs av William Schaus 1906. Rhapigia aymara ingår i släktet Rhapigia och familjen tandspinnare. Inga underarter finns listade.